# Спортивно-технический комплекс имени Анатолия Степанова
Спортивно-технический комплекс имени Анатолия Степанова («стадион Строитель») — спидвейный трек мотоклуба «Мега-Лада».. Расположен на территории Центрального района города Тольятти, Самарской области. Юридическое название ГБУДОСО «Спортивная техническая школа».

## История
Построен в 1963 году и был назван «Строитель». С 1967 года является домашним треком команды «Жигули» (ныне «Мега-Лада»).
Первой реконструкции стадион подвергся в конце 1980-х, дорожки были приведены в соответствие европейским требованиям.
После второй реконструкции трека, начавшейся в 2006 году, предполагается, что будет построен гостиничный комплекс для команд-гостей. Планируется установка сборно-разборной сцены, позволяющей проводить концерты. Появится специальный пресс-центр для журналистов. Над трибунами будет установлен навес, защищающий зрителей от осадков. Общий бюджет реконструкции составляет примерно 750 миллионов рублей.
В 2005 году стадион впервые в России принимал финал Кубка европейских чемпионов.
23 августа 2009 года стадион принимал финал Личного Чемпионата Европы по спидвею.
В 2010 году стадиону не официально присвоено наименование «Спортивно-технический комплекс имени Анатолия Степанова» в честь погибшего президента клуба Мега-Лада, депутата Самарской губернской думы.
Трековая комиссия Международной мотоциклетной федерации, подводя итоги сезона 2010 года, присвоила Спортивно-техническому комплексу имени Анатолия Степанова наивысшую оценку  по системе классификации треков — класс «А». Подобный рейтинг получило всего 4 трека в мире.
СТК им. А. Степанова является одним из кандидатов на проведение этапа спидвейного Гран-При (Личного чемпионата мира по спидвею). Проведению препятствует относительно низкая, по мнению организаторов и владельцев прав на Гран-При,  популярность спидвея в России и, как следствие, отсутствие серьёзных спонсоров, способных профинансировать соревнование мирового уровня.

## Характеристики
Собственник трека «Государственное бюджетное учреждение дополнительного образования Самарской области ГБУДОСО «Спортивная техническая школа» — учредитель министерство спорта Самарской области и министерство имущественных отношений Самарской области.
Дорожки трека покрыты гранитной крошкой слоем в 30 см. Общая длина дорожки составляет 353 метра, ширина прямых — 11 метров, поворотов — 16 метров, что позволяет безопасно выставлять в заезд только четырёх гонщиков.
Внутренний радиус поворота составляет 31 метр, внешний — 42 метра.
В центре трека проложена единственная в России специальная детская дорожка длиной 130 метров.
Номинальная вместимость стадиона после реконструкции 15 000 зрителей. На заново отстроенных трибунах установлены пластиковые кресла. Имеются помещение повышенной комфортности, а также VIP-трибуна.
На территории стадиона построен спортивно-технический комплекс с 28 закрытыми боксами, тренажёрным залом, раздевалками, душевыми, а также мастерскими для подготовки к заездам. Закрытый парк комплекса соединён с стадионом двумя пандусами: пандус для выезда гонщиков на трек и пандус для перехода на смотровую площадку стадиона.